# Fazeley
Fazeley est une ville et une paroisse civile du Staffordshire, en Angleterre.